# Factor X (Portugal - 1.ª edição)
Factor X é a adaptação do original inglês The X Factor em Portugal, emitida pela SIC. A 1.ª edição teve a sua estreia no dia 6 de outubro de 2013. A apresentação esteve a cargo de Bárbara Guimarães e de João Manzarra. O vencedor foi Berg, que pertencia à categoria dos adultos e cujo mentor era Sónia Tavares.

## Jurados e apresentadores

### Jurados
Em setembro de 2013, foi anunciado o painel de jurados da primeira edição do Factor X.
- Paulo Junqueiro era, à data do concurso, o diretor-geral da Sony Music Portugal. Através dos artistas que produziu ou com quem trabalhou como diretor artístico, contava com 44 discos de ouro, 21 discos de platina, 11 discos multiplatina e o Grammy Award de “Melhor Álbum de World Music” de 1998, enquanto produtor do álbum “Quanta Live” de Gilberto Gil.

- Sónia Tavares: cantora e letrista dos The Gift. Colaborou com nomes como Cool Hipnoise e Rodrigo Leão.

- Paulo Ventura: Gestor de carreiras artísticas. Através dos artistas que representa ou produziu, venceu 2 Globos de Ouro.[1]

### Apresentadores
A dupla de apresentadores foi anunciada a julho de 2013. Inicialmente confirmada apenas Bárbara Guimarães, a aposta recaiu numa dupla de apresentadores, sendo então João Manzarra co-apresentador com Bárbara.
Pouco depois de ser anunciada a dupla de apresentadores principal, Carolina Torres foi o nome dado como certo para assumir as reportagens de bastidores, emissões especiais diárias do programa e o Factor Extra, programa exclusivo da aplicação interativa da MEO. Também na aplicação interativa da MEO foi criado um programa semanal, apresentado pelo youtuber português Tiago Silva, chamado Factor F. Tem o formato de vlog, onde Tiago expõe as suas opiniões sobre os concorrentes em competição.

## Finalistas
Legenda
 †  – Vencedor
 ‡  – 2.º Lugar
   – 3.º Lugar
| Categoria (mentor)       | Concorrentes  | Concorrentes  | Concorrentes | Concorrentes | Concorrentes    |
| ------------------------ | ------------- | ------------- | ------------ | ------------ | --------------- |
| Jovens (Paulo Junqueiro) | Mafalda Gomes | Rita Cabreira | Diogo Santos | D8           | Mariana Rocha ‡ |
| Grupos (Paulo Ventura)   | Netas do Fado | Yeah! Land    | X4U          | Cupcake      | Os Aurora       |
| Adultos (Sónia Tavares)  | Daduh King    | Jair Neves    | Sara Ribeiro | José Freitas | Berg †          |

## Galas

### 1.ª Gala (1 de Dezembro)
- Convidado Especial: Richie Campbell

| Concorrente   | Ordem | Canção                                 | Resultado  |
| ------------- | ----- | -------------------------------------- | ---------- |
| Daduh King    | 1     | "Make Luv"                             | Eliminado  |
| Mariana Rocha | 2     | "Irreplaceable"                        | Salva      |
| Yeah!Land     | 3     | "Proud Mary"                           | Salvos     |
| Mafalda Gomes | 4     | "Firework"                             | Eliminada  |
| José Freitas  | 5     | "She"                                  | Salvo      |
| X4U           | 6     | "What Makes You Beautiful"             | Salvos     |
| Jair Neves    | 7     | "That's Life"                          | Salvo      |
| Sara Ribeiro  | 8     | "Keep The Faith"                       | Salva      |
| Diogo Santos  | 9     | "Georgia On My Mind"                   | Salvo      |
| Os Aurora     | 10    | "Canção de Engate"                     | Salvos     |
| D8            | 11    | "Best Day Ever" (letra original de D8) | Salvo      |
| Netas do Fado | 12    | "Porto Sentido"                        | Eliminadas |
| Rita Cabreira | 13    | "Apologize"                            | Salva      |
| Berg          | 14    | "Right To Be Wrong"                    | Salvo      |
| Cupcake       | 15    | "Single Ladies (Put a Ring on It)"     | Salvas     |

### 2.ª Gala (8 de Dezembro)
- Convidado Especial: Il Divo

| Concorrente                   | Ordem | Canção                                         | Resultado     |
| ----------------------------- | ----- | ---------------------------------------------- | ------------- |
| X4U                           | 1     | "Blurred Lines"                                | Salvos        |
| Sara Ribeiro                  | 2     | "We Don't Need Another Hero"                   | Salva         |
| Berg                          | 3     | "Purple Rain"                                  | Salvo         |
| Rita Cabreira                 | 4     | "Break on Through (To the Other Side)"         | Menos Votados |
| D8                            | 5     | "Every Breath You Take" (letra original de D8) | Salvo         |
| Yeah!Land                     | 6     | "Your Song"                                    | Salvos        |
| Jair Neves                    | 7     | "Back to Black"                                | Salvo         |
| Cupcake                       | 8     | "Candyman"                                     | Menos Votados |
| Os Aurora                     | 9     | "Só Gosto de Ti"                               | Salvos        |
| Mariana Rocha                 | 10    | "Turning Tables"                               | Salva         |
| José Freitas                  | 11    | "Bandoleiro"                                   | Salvo         |
| Diogo Santos                  | 12    | "Unchain My Heart"                             | Salvo         |
| Atuação final (menos votados) |       |                                                |               |
| Rita Cabreira                 | 1     | "Crazy"                                        | Eliminada     |
| Cupcake                       | 2     | "Nothing Left to Say"                          | Salvas        |

### 3.ª Gala (15 de Dezembro)
- Convidado Especial: Pablo Alborán

| Concorrente                   | Ordem | Canção                                  | Resultado     |
| ----------------------------- | ----- | --------------------------------------- | ------------- |
| José Freitas                  | 1     | "Barcelona"                             | Salvo         |
| Sara Ribeiro                  | 2     | "Skyfall"                               | Salva         |
| D8                            | 3     | "Beautiful Pain" (letra original de D8) | Salvo         |
| X4U                           | 4     | "Lollipop"                              | Menos Votados |
| Yeah!Land                     | 5     | "Ho Hey"                                | Salvos        |
| Diogo Santos                  | 6     | "I Wish"                                | Salvo         |
| Jair Neves                    | 7     | "Love Boat"                             | Menos Votado  |
| Cupcake                       | 8     | "Royals"                                | Salvas        |
| Mariana Rocha                 | 9     | "Locked Out of Heaven"                  | Salva         |
| Os Aurora                     | 10    | "Tudo o que eu te dou"                  | Salvos        |
| Berg                          | 11    | "It's a Man's Man's Man's World"        | Salvo         |
| Atuação final (menos votados) |       |                                         |               |
| X4U                           | 1     | "One Way or Another (Teenage Kicks)"    | Salvos        |
| Jair Neves                    | 2     | "All of Me"                             | Eliminado     |

### 4.ª Gala (22 de Dezembro)
- Tema: Natal
- Convidado Especial: No Stress

| Concorrente                   | Ordem | Canção                                       | Resultado     |
| ----------------------------- | ----- | -------------------------------------------- | ------------- |
| Diogo Santos                  | 1     | "Have Yourself a Merry Little Christmas"     | Menos Votados |
| X4U                           | 2     | "Santa Claus Is Coming to Town"              | Salvos        |
| D8                            | 3     | "Christmas in Harlem" (letra original de D8) | Salvo         |
| Cupcake                       | 4     | "Jingle Bells" / "Deck the Rooftop"          | Salvas        |
| Sara Ribeiro                  | 5     | "Last Christmas"                             | Salva         |
| Os Aurora                     | 6     | "All You Need Is Love"                       | Salvo         |
| Berg                          | 7     | "All I Want for Christmas Is You"            | Salvo         |
| Yeah!Land                     | 8     | "Do They Know It's Christmas?"               | Menos Votados |
| José Freitas                  | 9     | "White Christmas"                            | Salvo         |
| Mariana Rocha                 | 10    | "Rudolph the Red-Nosed Reindeer"             | Salva         |
| Atuação final (menos votados) |       |                                              |               |
| Diogo Santos                  | 11    | "Kiss"                                       | Salvo         |
| Yeah!Land                     | 12    | "Somebody to Love"                           | Eliminados    |

### 5.ª Gala (29 de Dezembro)
- Convidado Especial: David Carreira & Boss AC

| Concorrente                   | Ordem | Canção                                       | Resultado     |
| ----------------------------- | ----- | -------------------------------------------- | ------------- |
| X4U                           | 1     | "Love Me Again"                              | Menos Votados |
| Sara Ribeiro                  | 2     | "Best of You"                                | Salva         |
| Cupcake                       | 3     | "Dog Days Are Over"                          | Menos Votados |
| Mariana Rocha                 | 4     | "Poker Face"                                 | Salva         |
| D8                            | 5     | "Money and the Power" (letra original de D8) | Salvo         |
| José Freitas                  | 6     | "Adeus Tristeza"                             | Salvo         |
| Os Aurora                     | 7     | "Não Sou o Único"                            | Salvos        |
| Diogo Santos                  | 8     | "Let's Get It On"                            | Salvo         |
| Berg                          | 9     | "Closer"                                     | Salvo         |
| Atuação final (menos votados) |       |                                              |               |
| X4U                           | 10    | "Blurred Lines"                              | Eliminados    |
| Cupcake                       | 11    | "Royals"                                     | Salvas        |

### Gala Especial Fim de Ano (31 de Dezembro)
- A gala especial de fim de ano ocorreu no dia 31 de dezembro e não foi eliminado qualquer concorrente. Houve atuações especiais de todos os 15 finalistas e de alguns concorrentes que se destacaram na competição mas foram eliminados. Para além disso, houve três convidados especiais que também atuaram durante a gala: Amor Electro, Blasted Mechanism e HMB.

- Ex-concorrentes convidados: Daniel Fontoura, Nance Matoso, Nina Aires, Patrícia Gameiro e Pedro Florim.
- Top 15:  Os Aurora, Berg, Cupcake, D8, Daduh King, Diogo Santos, Jair Neves, José Freitas, Mafalda Gomes, Mariana Rocha, Netas do Fado, Rita Cabreira, Sara Ribeiro, X4U e Yeah!Land.

| Concorrente                                               | Ordem | Canção                                      |
| --------------------------------------------------------- | ----- | ------------------------------------------- |
| Todos                                                     | 1     | "Can't Hold Us"                             |
| Patrícia Gameiro                                          | 2     | "La Vie en Rose"                            |
| D8 Diogo Santos Mafalda Gomes Mariana Rocha Rita Cabreira | 3     | "We Are Young"                              |
| Daduh King                                                | 4     | "Get Lucky"                                 |
| Nina Aires                                                | 5     | "I Could Have Danced All Night"             |
| Pedro Florim                                              | 6     | "A Minha Música" / "Um Grande, Grande Amor" |
| Daniel Fontoura                                           | 7     | "Fastlove"                                  |
| Berg Daduh King Jair Neves José Freitas Sara Ribeiro      | 8     | "We Will Rock You"                          |
| Cupcake Netas do Fado Yeah!Land (raparigas)               | 9     | "Spice Up Your Life"                        |
| Nance Matoso                                              | 10    | "These Boots Are Made for Walkin'"          |
| Os Aurora X4U Yeah!Land (rapazes)                         | 11    | "Bem bom" / "Olha o Robot" / "Playback"     |
| Yeah!Land                                                 | 12    | "Mirrors"                                   |

### 6.ª Gala (5 de Janeiro)
- Convidado Especial: The Black Mamba

| Concorrente                   | Ordem | Canção                             | Resultado     |
| ----------------------------- | ----- | ---------------------------------- | ------------- |
| José Freitas                  | 1     | "You're The Voice"                 | Salvo         |
| Os Aurora                     | 2     | "A Noite"                          | Menos Votados |
| Sara Ribeiro                  | 3     | "Uprising"                         | Menos Votados |
| Diogo Santos                  | 4     | "More Than Words"                  | Salvo         |
| Cupcake                       | 5     | "Move"                             | Salvas        |
| Berg                          | 6     | "Jealous Guy"                      | Salvo         |
| Mariana Rocha                 | 7     | "Wrecking Ball"                    | Salva         |
| D8                            | 8     | "Vagalumes" (letra original de D8) | Salvo         |
| Atuação final (menos votados) |       |                                    |               |
| Os Aurora                     | 9     | "Homem do Leme"                    | Salvo         |
| Sara Ribeiro                  | 10    | "Keep the Faith"                   | Eliminada     |

### 7.ª Gala (12 de Janeiro)
- Atuação de grupo: On Top of the World
- Convidado Especial: Xutos & Pontapés

| Concorrente                   | Ordem | Canção                               | Resultado     |
| ----------------------------- | ----- | ------------------------------------ | ------------- |
| Diogo Santos                  | 1     | "Treasure"                           | Menos Votados |
| Berg                          | 2     | "True Colors"                        | Salvo         |
| José Freitas                  | 3     | "It's Not Unusual"                   | Salvo         |
| Mariana Rocha                 | 4     | "Billie Jean"                        | Salva         |
| Cupcake                       | 5     | "Unchained Melody"                   | Menos Votados |
| D8                            | 6     | "Coming Home" (letra original de D8) | Salvo         |
| Os Aurora                     | 7     | "Quero é Viver"                      | Salvo         |
| Atuação final (menos votados) |       |                                      |               |
| Diogo Santos                  | 8     | "(Sittin' On) the Dock of the Bay"   | Eliminado     |
| Cupcake                       | 9     | "Dog Days Are Over"                  | Salvo         |

### 8.ª Gala (19 de Janeiro)
- Tema: Cada um dos concorrentes teve de cantar uma música acústica.
- Convidado Especial: Mallu Magalhães

| Concorrente                   | Ordem | Primeira Canção                   | Ordem             | Segunda Canção                            | Resultado     |
| ----------------------------- | ----- | --------------------------------- | ----------------- | ----------------------------------------- | ------------- |
| Cupcake                       | 1     | "Footloose"                       | 11                | "To Love Somebody"                        | Menos Votados |
| Berg                          | 2     | "Sex on Fire"                     | 12                | "With a Little Help from My Friends"      | Salvo         |
| Mariana Rocha                 | 3     | "Garota de Ipanema"               | 9                 | "We Found Love"                           | Salva         |
| José Freitas                  | 4     | "Enter Sandman"                   | 7                 | "How Am I Supposed to Live Without You"   | Salvo         |
| Os Aurora                     | 5     | "Cenário"                         | 8                 | "Chaga"                                   | Menos Votados |
| D8                            | 6     | "The Seed" (letra original de D8) | 10                | "Acima das Nuvens" (letra original de D8) | Salvo         |
| Atuação final (menos votados) |       |                                   |                   |                                           |               |
| Cupcake                       | 1     | "Move"                            | "Move"            | "Move"                                    | Eliminadas    |
| Os Aurora                     | 2     | "Não Sou o Único"                 | "Não Sou o Único" | "Não Sou o Único"                         | Salvos        |

### 9.ª Gala (26 de Janeiro)
- Tema: Anos 80
- Convidado Especial: Mariza

| Concorrente                   | Ordem | Primeira Canção                          | Ordem                                  | Segunda Canção                         | Resultado     |
| ----------------------------- | ----- | ---------------------------------------- | -------------------------------------- | -------------------------------------- | ------------- |
| Berg                          | 1     | "Say Say Say"                            | 10                                     | "Take on Me"                           | Salvo         |
| José Freitas                  | 2     | "I Want to Know What Love Is"            | 7                                      | "Addicted to Love"                     | Salvo         |
| Os Aurora                     | 3     | "Chico Fininho"                          | 8                                      | "Sete Mares"                           | Menos Votados |
| Mariana Rocha                 | 4     | "Sweet Dreams (Are Made of This)"        | 6                                      | "Walking on Sunshine"                  | Salva         |
| D8                            | 5     | "Fight the Power" (letra original de D8) | 9                                      | "Ice Ice Baby" (letra original de D8)  | Menos Votados |
| Atuação final (menos votados) |       |                                          |                                        |                                        |               |
| Os Aurora                     | 1     | "Cenário"                                | "Cenário"                              | "Cenário"                              | Eliminados    |
| D8                            | 2     | "When I'm Gone" (letra original de D8)   | "When I'm Gone" (letra original de D8) | "When I'm Gone" (letra original de D8) | Salvo         |

### 10.ª Gala (2 de Fevereiro)
| Concorrente                   | Ordem | Dueto                                              | Ordem                                | Canção Solo                          | Resultado     |
| ----------------------------- | ----- | -------------------------------------------------- | ------------------------------------ | ------------------------------------ | ------------- |
| Berg                          | 1     | "Para os Braços da Minha Mãe" (c/ Pedro Abrunhosa) | 6                                    | "Dance Little Sister"                | Salvo         |
| José Freitas                  | 2     | "One" (c/ Rita Guerra)                             | 8                                    | "Burning Heart"                      | Menos Votados |
| Mariana Rocha                 | 3     | "The Star" (c/ Aurea)                              | 5                                    | "Desfado"                            | Salva         |
| D8                            | 4     | "Eu Consigo" (c/ Dengaz)                           | 7                                    | "Pray" (letra original de D8)        | Menos Votados |
| Atuação final (menos votados) |       |                                                    |                                      |                                      |               |
| José Freitas                  | 1     | "Caruso"                                           | "Caruso"                             | "Caruso"                             | Eliminado     |
| D8                            | 2     | "Coming Home" (letra original de D8)               | "Coming Home" (letra original de D8) | "Coming Home" (letra original de D8) | Salvo         |

### 11.ª Gala (Final) (9 de Fevereiro)
- Cada finalista interpretou três canções à sua escolha, sendo que uma delas teria de ser uma já interpretada anteriormente no concurso.
- Depois de anunciado o vencedor, foi lançado oficialmente pela Sony Music Portugal o primeiro single do vencedor, Berg. Este interpretou-o ao vivo, sendo um tema original de nome "Tell Me".[6] No entanto, poucos dias depois da final, foi anunciado o lançamento dos singles de estreia dos dois outros finalistas, também com o cunho da Sony Music Portugal: "Pearl in the Rain" de Mariana Rocha[7] e "O Começo" de D8.[8]
- Atuação de grupo (Top 3): "Pound the Alarm"
- Convidado Especial: The Gift, Silva

| Concorrente   | Ordem | Primeira Canção                        | Ordem | Segunda Canção                        | Ordem | Terceira Canção                               | Resultado |
| ------------- | ----- | -------------------------------------- | ----- | ------------------------------------- | ----- | --------------------------------------------- | --------- |
| Mariana Rocha | 1     | "Who's Lovin' You"                     |       | "All of Me"                           |       | "Do What U Want"                              | 2.º Lugar |
| Berg          | 2     | "Chuva"                                |       | "You Give Me Something"               |       | "Let's Stay Together"                         | Vencedor  |
| D8            | 3     | "When I'm Gone" (letra original de D8) |       | "Life is Good" (letra original de D8) |       | "Dialectos de Ternura" (letra original de D8) | 3.º Lugar |

## Resultados
Legenda
     O concorrente foi dos menos votados pelo público e atuou novamente, sendo salvo pelo júri.
     O concorrente foi dos menos votados pelo público e atuou novamente, sendo eliminado pelo júri.
     O concorrente foi dos menos votados pelo público e foi salvo pelo seu mentor (sem atuar novamente).
     O concorrente foi dos menos votados pelo público e foi eliminado pelo seu mentor (sem atuar novamente).
| Concorrente          | 1ª Gala                         | 2ª Gala                                              | 3ª Gala                                           | 4ª Gala                                           | 5ª Gala                                    | 6ª Gala                                             | 7ª Gala                                             | 8ª Gala                                        | 9ª Gala                                          | 10ª Gala                                            | Final                |
| -------------------- | ------------------------------- | ---------------------------------------------------- | ------------------------------------------------- | ------------------------------------------------- | ------------------------------------------ | --------------------------------------------------- | --------------------------------------------------- | ---------------------------------------------- | ------------------------------------------------ | --------------------------------------------------- | -------------------- |
| Berg                 | Salvo                           | Salvo                                                | Salvo                                             | Salvo                                             | Salvo                                      | Salvo                                               | Salvo                                               | Salvo                                          | Salvo                                            | Salvo                                               | 1º lugar             |
| Mariana Rocha        | Salva                           | Salva                                                | Salva                                             | Salva                                             | Salva                                      | Salva                                               | Salva                                               | Salva                                          | Salva                                            | Salva                                               | 2º lugar             |
| D8                   | Salvo                           | Salvo                                                | Salvo                                             | Salvo                                             | Salvo                                      | Salvo                                               | Salvo                                               | Salvo                                          | Salvo                                            | Salvo                                               | 3º lugar             |
| José Freitas         | Salvo                           | Salvo                                                | Salvo                                             | Salvo                                             | Salvo                                      | Salvo                                               | Salvo                                               | Salvo                                          | Salvo                                            | 4º                                                  | Eliminado (10ª gala) |
| Os Aurora            | Salvo                           | Salvo                                                | Salvo                                             | Salvo                                             | Salvo                                      | Salvo                                               | Salvo                                               | Salvo                                          | 5º                                               | Eliminado (9ª gala)                                 | Eliminado (9ª gala)  |
| Cupcake              | Salvo                           | Salvo                                                | Salvo                                             | Salvo                                             | Salvo                                      | Salvo                                               | Salvo                                               | 6º                                             | Eliminado (8ª gala)                              | Eliminado (8ª gala)                                 | Eliminado (8ª gala)  |
| Diogo Santos         | Salvo                           | Salvo                                                | Salvo                                             | Salvo                                             | Salvo                                      | Salvo                                               | 7º                                                  | Eliminado (7ª gala)                            | Eliminado (7ª gala)                              | Eliminado (7ª gala)                                 | Eliminado (7ª gala)  |
| Sara Ribeiro         | Salva                           | Salva                                                | Salva                                             | Salva                                             | Salva                                      | 8º                                                  | Eliminada (6ª gala)                                 | Eliminada (6ª gala)                            | Eliminada (6ª gala)                              | Eliminada (6ª gala)                                 | Eliminada (6ª gala)  |
| X4U                  | Salvo                           | Salvo                                                | Salvo                                             | Salvo                                             | 9º                                         | Eliminado (5ª gala)                                 | Eliminado (5ª gala)                                 | Eliminado (5ª gala)                            | Eliminado (5ª gala)                              | Eliminado (5ª gala)                                 | Eliminado (5ª gala)  |
| Yeah! Land           | Salvo                           | Salvo                                                | Salvo                                             | 10º                                               | Eliminado (4ª gala)                        | Eliminado (4ª gala)                                 | Eliminado (4ª gala)                                 | Eliminado (4ª gala)                            | Eliminado (4ª gala)                              | Eliminado (4ª gala)                                 | Eliminado (4ª gala)  |
| Jair Neves           | Salvo                           | Salvo                                                | 11º                                               | Eliminado (3ª gala)                               | Eliminado (3ª gala)                        | Eliminado (3ª gala)                                 | Eliminado (3ª gala)                                 | Eliminado (3ª gala)                            | Eliminado (3ª gala)                              | Eliminado (3ª gala)                                 | Eliminado (3ª gala)  |
| Rita Cabreira        | Salva                           | 12º                                                  | Eliminada (2ª gala)                               | Eliminada (2ª gala)                               | Eliminada (2ª gala)                        | Eliminada (2ª gala)                                 | Eliminada (2ª gala)                                 | Eliminada (2ª gala)                            | Eliminada (2ª gala)                              | Eliminada (2ª gala)                                 | Eliminada (2ª gala)  |
| Daduh King           | 13º                             | Eliminado (1ª gala)                                  | Eliminado (1ª gala)                               | Eliminado (1ª gala)                               | Eliminado (1ª gala)                        | Eliminado (1ª gala)                                 | Eliminado (1ª gala)                                 | Eliminado (1ª gala)                            | Eliminado (1ª gala)                              | Eliminado (1ª gala)                                 | Eliminado (1ª gala)  |
| Mafalda Gomes        | 13º                             | Eliminada (1ª gala)                                  | Eliminada (1ª gala)                               | Eliminada (1ª gala)                               | Eliminada (1ª gala)                        | Eliminada (1ª gala)                                 | Eliminada (1ª gala)                                 | Eliminada (1ª gala)                            | Eliminada (1ª gala)                              | Eliminada (1ª gala)                                 | Eliminada (1ª gala)  |
| Netas do Fado        | 13º                             | Eliminado (1ª gala)                                  | Eliminado (1ª gala)                               | Eliminado (1ª gala)                               | Eliminado (1ª gala)                        | Eliminado (1ª gala)                                 | Eliminado (1ª gala)                                 | Eliminado (1ª gala)                            | Eliminado (1ª gala)                              | Eliminado (1ª gala)                                 | Eliminado (1ª gala)  |
|                      |                                 |                                                      |                                                   |                                                   |                                            |                                                     |                                                     |                                                |                                                  |                                                     |                      |
| Atuação final        | —                               | Cupcake Rita Cabreira                                | Jair Neves X4U                                    | Diogo Santos Yeah! Land                           | Cupcake X4U                                | Os Aurora Sara Ribeiro                              | Cupcake Diogo Santos                                | Os Aurora Cupcake                              | Os Aurora D8                                     | D8 José Freitas                                     | Voto do público      |
| Júri votou para      | Salvar                          | Salvar                                               | Salvar                                            | Salvar                                            | Salvar                                     | Salvar                                              | Salvar                                              | Salvar                                         | Salvar                                           | Salvar                                              | Voto do público      |
| Voto do P. Junqueiro | Rita Cabreira                   | Rita Cabreira                                        | X4U                                               | Diogo Santos                                      | X4U                                        | Os Aurora                                           | Diogo Santos                                        | Os Aurora                                      | D8                                               | D8                                                  | Voto do público      |
| Voto do P. Ventura   | Cupcake                         | Cupcake                                              | X4U                                               | Yeah! Land                                        | Cupcake                                    | Os Aurora                                           | Cupcake                                             | Os Aurora                                      | Os Aurora                                        | D8                                                  | Voto do público      |
| Voto da Sónia T.     | Jair Neves                      | Cupcake                                              | Jair Neves                                        | Diogo Santos                                      | Cupcake                                    | Sara Ribeiro                                        | Cupcake                                             | Cupcake                                        | D8                                               | José Freitas                                        | Voto do público      |
| Eliminados           | Mafalda Gomes pelo P. Junqueiro | Rita Cabreira 1 de 3 votos dos jurados (para salvar) | Jair Neves 1 de 3 votos dos jurados (para salvar) | Yeah! Land 1 de 3 votos dos jurados (para salvar) | X4U 1 de 3 votos dos jurados (para salvar) | Sara Ribeiro 1 de 3 votos dos jurados (para salvar) | Diogo Santos 1 de 3 votos dos jurados (para salvar) | Cupcake 1 de 3 votos dos jurados (para salvar) | Os Aurora 1 de 3 votos dos jurados (para salvar) | José Freitas 1 de 3 votos dos jurados (para salvar) | Voto do público      |
| Eliminados           | Netas do Fado pelo P. Ventura   | Rita Cabreira 1 de 3 votos dos jurados (para salvar) | Jair Neves 1 de 3 votos dos jurados (para salvar) | Yeah! Land 1 de 3 votos dos jurados (para salvar) | X4U 1 de 3 votos dos jurados (para salvar) | Sara Ribeiro 1 de 3 votos dos jurados (para salvar) | Diogo Santos 1 de 3 votos dos jurados (para salvar) | Cupcake 1 de 3 votos dos jurados (para salvar) | Os Aurora 1 de 3 votos dos jurados (para salvar) | José Freitas 1 de 3 votos dos jurados (para salvar) | Voto do público      |
| Eliminados           | Daduh King pela Sónia T.        | Rita Cabreira 1 de 3 votos dos jurados (para salvar) | Jair Neves 1 de 3 votos dos jurados (para salvar) | Yeah! Land 1 de 3 votos dos jurados (para salvar) | X4U 1 de 3 votos dos jurados (para salvar) | Sara Ribeiro 1 de 3 votos dos jurados (para salvar) | Diogo Santos 1 de 3 votos dos jurados (para salvar) | Cupcake 1 de 3 votos dos jurados (para salvar) | Os Aurora 1 de 3 votos dos jurados (para salvar) | José Freitas 1 de 3 votos dos jurados (para salvar) | Voto do público      |